# Oleg Kozlitine
Oleg Kozlitine, né le 22 septembre 1969 à Krasnoïarsk, est un ancien coureur cycliste kazakh. Professionnel de 1993 à 2001, il a remporté Paris-Camembert en 1993. Après sa retraite sportive, il est devenu manager de son ancienne équipe Saint-Quentin-Oktos en 2003.

## Biographie
Interrogé en mars 2004 dans le cadre de l'affaire Cofidis, il avoue avoir fourni de l'EPO au coureur français Philippe Gaumont. Il est condamné à trois mois de prison avec sursis en janvier 2007.

## Palmarès et résultats

### Palmarès par année
- 1989
  - Une étape du Tour du Gévaudan
- 1990
  - 2e du Tour de Lleida
- 1992
  - 2e de Paris-Épernay
  - 3e de Paris-Laon
  - 3e du Circuit de l'Aisne
- 1993
  - Paris-Camembert
  - 4ea étape des Quatre Jours de l'Aisne
- 1998
  - Grand Prix des Flandres françaises
  - 2e du Grand Prix de la ville de Pérenchies
- 1999
  - 3e étape du Ruban granitier breton
  - 4e étape du Tour du Loir-et-Cher

### Résultats sur le Tour de France
2 participations
- 1993 : hors délais (11e étape)
- 1996 : abandon (11e étape)